# Ladies First (album)
Pour les articles homonymes, voir Ladies First.
Albums de Jack the Ripper
I'm Coming
(2003)
Ladies First est le troisième et dernier album studio du groupe d'art rock français Jack the Ripper, avant sa séparation, sorti en octobre 2005 sur le label Village Vert.
La pochette du disque est une œuvre du peintre brésilien Juarez Machado (pt)

## Liste des titres
Toutes les chansons sont écrites et composées par Jack the Ripper.
| 1.    | From My Veins to the Sea              | 4:59 |
| 2.    | I Used to Be a Charming Prince        | 3:27 |
| 3.    | Goin' Down                            | 5:54 |
| 4.    | White Men in Black                    | 5:04 |
| 5.    | I Was Born a Cancer                   | 3:15 |
| 6.    | Old Stars                             | 6:41 |
| 7.    | Vargtimmen                            | 4:44 |
| 8.    | The Apemen, The Bride & The Butterfly | 4:13 |
| 9.    | Aleister                              | 4:45 |
| 10.   | Hungerstrike at the Supermarket       | 3:35 |
| 11.   | Words                                 | 5:16 |
| 12.   | Hush                                  | 6:27 |
| 58:19 |                                       |      |

| 1. | Dog Meet Wolf (live)                                   | 3:32 |
| 2. | Familly Life (live)                                    | 3:11 |
| 3. | Une saison en enfer (live)                             | 2:53 |
| 4. | Suzanne (live)                                         | 3:37 |
|    | Vidéos                                                 |      |
| 1. | Feral Buddleia (Live in Theatre Montansier - Mai 2004) | 4:50 |
| 2. | Her Ghost (Live in File 7 - Juin 2006)                 | 4:41 |

### Chroniques
- Vincent Glad, « Ladies First - Jack The Ripper - Critique Album », sur lesinrocks.com, Les Inrockuptibles, 30 septembre 2005 (consulté le 16 mars 2020)
- vinciane, « jack the ripper - ladies first », sur Le Cargo ! : Webzine musical (mais pas que), 17 octobre 2005 (consulté le 16 mars 2020)